# 探偵犬シャードック
『探偵犬シャードック』（たんていけんシャードック、英題：Sherlock Bones）は、安童夕馬（原作）、佐藤友生（漫画）による日本の漫画作品。『週刊少年マガジン』（講談社）にて2011年47号から2012年52号まで連載され、「第一部 完」となった。

## 作品概要
普通の男子高校生と探偵「シャーロック・ホームズ」の魂が宿った犬が様々な事件に立ち向かっていく推理漫画。事件は主に殺人事件が多く、毎回主人公のコンビが偶然事件現場に居合わせることにより物語が開始する。各ストーリーの開始時点で犯人が読者に示され、犯行を隠すためのトリックを暴いていく倒叙ミステリー作品。世界観は『シャーロック・ホームズシリーズ』のパロディとなっている。
話数は事件では「CASE」、1話きりの短編には「TEATIME」が用いられる。各サブタイトルは『刑事コロンボ』のサブタイトルを改変して付けられている場合が多い（12時20分の目撃者→5時30分の目撃者　殺意の方程式→死の方程式　など）
高校生編と刑事編の2部構成になっており、刑事編は3年後を舞台としている。

## ストーリー
高校生編（CASE 1 - CASE 7）
倫敦学園高校の輪島尊は、保健所から犬を『新しい家族』として引き取りに向かう。そこで彼は一匹の犬に出会う。その犬は保健所の者にも手に負えなかったが、尊を見るなり手を伸ばし、引き取ることになる。その時、謎の幻聴が尊に響き渡る。
犬にシャードックと名づけ、その帰り道に尊は交通事故に遭遇。シャードックは事故車のトランクに向かい、開けると血を流した少年の姿が。しかし、シャードックの機転でまだ息があると分かり、病院に搬送された。事故を起こした男は急に少年が飛び出してきたため慌ててトランクに詰めたという。
その夜、尊はシャードックを問い詰めるが、突然シャードックが喋りだした。彼の説明によると、シャードックこそかつて伝説の名探偵シャーロック・ホームズである。こうして高校生と犬の探偵コンビが誕生した。
刑事編（CASE 8 - CASE 11）
尊は高校卒業後に警察学校に入学し、卒業後すぐに交番へ相棒のシャードックと共に勤務していた。そんな時、彼らは人気キャスターが起こした事件に巻き込まれてしまう。

## 登場人物

### 主要人物
輪島尊（わじま たける）
本作の主人公。倫敦学園新聞部に所属する高校2年生で16歳。
犬好きなことから新しい家族としてシャードックを引き取るが、シャードックがシャーロック・ホームズの生まれ変わりであったことを知り、自身はホームズのかつての助手の「ワトソン」ことジョン・H・ワトスンを継いでシャードックの相棒になる。
自分以外の人間とは会話できないシャードックの推理を彼の代わりに周囲に伝える。話が進むにつれ、警察の家系であることを利用したコネを使ったり、事件現場の状況や関係者の発言や行動の不自然さを気付くなど観察力と洞察力が向上し、犯人と対峙する際には機転を利かすようになる。
軽くそそっかしい性格ではあるが根は真面目で正義感と責任感が強い行動派。勉強や運動は苦手。新聞部では幽霊部員的存在であり、同じ部員で幼なじみの未来に対し素直になれず、彼女を困らせてばかりいるが、一方で片想いをしている。
警察官の家系に生まれ育ち、優秀な姉や真面目な父親へのコンプレックスから、警察官以外の道も考えていたが、倫敦市の市長、高杉美香の事件を通じて、刑事になることを決意した。
高校卒業後、すぐに警察学校に入学。警察学校卒業後、倫敦米菓街2丁目交番に勤務する。テレビキャスターの都築宗夫の事件を解決後、宗方の口添えにより、刑事課に異動する。
彼が親しくしていた恩師や友人が不幸な事件の当事者となったケースも幾つかある。
シャードック
本作のもう1人の主人公。かつて難事件を解決に導いた伝説の名探偵シャーロック・ホームズの魂を宿した雑種の小型犬（子犬）。
「シャードック」の名は無意識に尊が聞いた彼の「シャーロック」の名乗りから名付けられた。本人はこれを不服に思っており、言われる度に訂正するが、段々と慣れてきたのか自分で自分を「シャードック」と呼ぶことも。尊のことを「ワトソン君」と呼んでいる（自転車に書かれた「輪島尊」を「わとそん」と読んだため）。
ホームズ時代のパイプを加えることで尊との会話が可能になる。よく、尊のカバンに入って様々な場所に同行し、既に尊の学園にも馴染んでいる。自身が犬であるという自覚が薄く、人間らしくあるいはかつての自分らしく尊大に振舞おうとする癖がある他、現代の知識・文化・最新機器に慣れておらず、勘違いや探究心から事態を悪化させることがある。特に最新機器に関しては、携帯電話やテレビのリモコンの様にボタンが密集した物は肉球が邪魔で押し辛いためによく操作ミスを起こしている。紳士でフェミニストのため、女性からの犬扱いには特に反抗を見せることはないが、男性相手では犬扱いを嫌っている。また、犬ゆえに往来での排泄行為の躊躇と葛藤はネタになっている。事件発生の際は終始冷静沈着な態度をとり、身勝手で罪悪感の欠片もない犯人に激昂することはない。
犬であるため、事件現場の目撃をすることが多く、尊に情報を伝えて解決に導いている。しかし高校生編の終盤、意識を失ってただの犬になってしまい（1回目は犯人に投げられた時、2回目は尊が愛鈴にシャードックの正体を話そうとした時だったが、詳しい原因は不明。シャードック自身は「成人に正体がバレると犬になり、いずれは尊とも意志疎通ができなくなるのではないか」と危惧している）、また高校生である尊に事件の捜査を行わせることで危険に遭わせたことで、事件に巻き込むことが自分のエゴではないかと葛藤して輪島家を去ろうと考えたが、尊の警察官への道を決めるキッカケとなり、相棒として共に行くことになる。
尊が警察官になった後も、以前のように鞄に入って共に行動している。宗方に疑われた際、正体隠しのためにただの犬化したフリをするが、尊の自立を促すと共に宗方とのコンビを確かめたくて演技を通し続けた。2人が協力して事件を解決した後も演技を続けるが、尊には自分がまだ必要なことを感じ取ってシャードックに戻った。
有坂未来（ありさか みき）
本作のヒロイン。倫敦学園新聞部に所属する高校2年生で16歳。尊のクラスメイトにして幼なじみ。
人懐っこくて真面目な性格。幽霊部員の尊には苦労させられている一方で、尊がクラス中でネタにされた際には尊を助けたり、彼が他の女性にデレデレしている姿に嫉妬したりと、彼女自身も尊に好意を抱いている節も見られる。シャードックのことは「シャードックちゃん」と呼んでいる。
シャードックが探偵としての記憶をなくして普通の犬になってしまった際、尊からシャードックの正体を聞かされた。以降はシャードックと尊を補佐するようにもなる。
高校卒業後は大学に進学し、髪も伸ばすようになった。大学生活を送りながら、夢であるジャーナリストを目指して、父の勤務する講談新聞で記者のアルバイトの面接を受け、尊が刑事課に異動が決まったのと同時に自身もインターンシップに受かった。ジャーナリストという職を活かして、高校時代以上に尊とシャードックに協力する。

### 主要人物の家族及び関係者
輪島愛鈴（わじま あいりん）
尊の姉で警視庁捜査一課警部。若くして警部の階級を得たエリート。
男勝りな性格だが、ミーハーな一面と身内とは言え捜査状況を尊に漏らす迂闊な面もある。スタイルの良い美人で、シャードックはかつての恋人アイリーン・アドラーの生まれ変わりと推測しており、彼女のことを「アイリーン」と呼ぶ。
一時はシャードックのおかげで推理がさえてきた尊が現場に関わるのを認めてはいたが、凶悪犯の所に1人で乗り込んだあげく殺されかけたという事から捜査に関わることを反対するようになる。尊が刑事になる事も当初は反対していたが、尊が刑事に昇進した際は素直に祝福する。尚、尊の性格からして、地域課の警察官が合っていると思っていたことも告げた。
輪島公助（わじま こうすけ）
尊の父親で巡査部長。鷹揚な性格。
高校卒業して、すぐに警察官になった。
輪島里子（わじま さとこ）
尊の母親で元女性警察官。
基本的には温厚な性格だが、怒らせると怖いタイプ。尊が犬を飼うことにしたことにも反対はしなかったが、犬らしくないシャードックの態度に激怒することもしばしば。特にお気に入りのロッキングチェアに居座るシャードックを不気味に思っている。尊が刑事になった際には家族全員でお祝いした。
尊の祖父
尊の亡き祖父で生前は名刑事と謳われた人物。 若き日は尊と似た容姿をしていた。
尊が小学6年生の時、凶悪犯に殺害されてしまう。この一件から愛鈴は尊の捜査協力を拒否するようになり、里子も尊に忠告した。
1900年にパリで開かれたパリ万国博覧会において、まだ生まれていないにもかかわらずその場におり、シャーロック・ホームズと当時留学していた夏目漱石と一緒に写真撮影した。
未来の父
未来の父親で講談新聞社の記者。公助とはゴルフ仲間。
未来の祖母
未来の祖母でモリニャーティの元の飼い主。娘（未来の親戚）のいるイギリスのロンドンに移住した。劇中では尊とは3年ぶりに再会した。
モリニャーティ
シャーロックの宿敵である天才犯罪者ジェームズ・モリアーティ教授の生まれ変わりの猫。目つきの悪い雑種で肥満型。不気味な鳴き声を上げる。
『マガジンSPECIAL』に掲載された番外編に登場し、シャードックに因縁をつける。元は未来の祖母に買われていたが、後に未来の下で暮らすようになる。

### その他の人物
名波茜（ななみ あかね）
尊と未来のクラスメートでボランティア部の部長。
生徒会長に立候補した際、ライバルの悪質な妨害で危機に立たされるも尊の活躍でこれを回避する。そのことから尊に好意を抱く。
高校卒業後は尊と同じく警察官の道を選び、倫敦署に勤務する。未来とは逆に、好意を明らかな態度で表している。
宗方研人（むなかた けんと）
倫敦署の刑事。刑事編から登場。尊と同年齢だが、アメリカの有名大学を飛び級で卒業し幹部候補生として警察官になったニューヨーク帰りのエリート。将来の警視総監候補とまで呼ばれている。
育ちの良いお坊ちゃん的な人物だが、尊大で自己中心的な性格で何かとニューヨークのエリートであることを自慢したり、捜査もゲーム感覚で行うという困った面がある。しかし、観察力と洞察力は高く、最低限の調査は行っているのだが、先述の性格から興味のない事件を早々に見切る部分がある。尊とシャードックに興味を示し、高慢ではあるが尊に面倒見の良い態度で接している。当初尊とは見解の相違などから揉め事が絶えなかった。都築宗夫の事件で「俺の推理通り、都築宗夫が犯人だったら、俺を刑事課に推薦してほしい」という尊の願いを聞き入れ、その約束を果たして、事件後、尊を刑事課に推薦し、尊とコンビを組む（ただし、自身の推理が外れていたことの悔しさから、尊に対しては少々キツい態度を見せた）。シャードックの正体を疑うようになるが、犬化したシャードックの演技に騙され、直後の小松田紋太殺人事件を尊と共に解決したことから、尊を認めるようになり、シャードックの正体考察も中断した。尊のことは最初は「尊クン」と呼んでいたが、認めるようになってからは「尊」と呼び方を改めるようになる。
原山田百男（はらやまだ ももお）
倫敦米菓街2丁目交番に勤務する巡査長。警察編から登場。35歳で独身。
仕事の後、飲みに行って、朝まで精神を鍛える「飲みニケーション」を行っている。未成年の尊には烏龍茶で付き合わせた。部下の尊に対しては「犯罪者に舐められることがないように」と厳格な一方で、尊が高校の同級生である名波と親しそうに話していただけでゲンコツをするなど問題的な面も見られる。宗方のことは本人の前ではごまをすっているが、実際は煙たがっている。
王子雅彦（おうじ まさひこ）
倫敦署の鑑識課員。刑事編から登場。
与志田（よしだ）
倫敦署の課長。刑事編から登場。尊の祖父とは旧知の仲。
穏やかな性格だが優秀な人物であり、倫敦署の良き上司。尊と宗像のコンビに目をかけ、古い刑事ドラマを引き合いに出すが、若い二人には古すぎて伝わらない。部下たちのことは「クン」付けで呼ぶ。
ジョン＝ハワード
鈴木という男性の愛犬にして、倫敦市で開かれている「スーパードッグコンテスト」の常勝犬。単行本収録の書き下ろしに登場。
シャードックが出場した大会でも優勝するが、犬離れした行動をするシャードックにドン子の興味を持っていかれてしまう。その後、シャードックに付きまとうようになるが、シャードックのモフモフとした尻尾を触りたいだけだったことに気付いてからは、シャードックに付きまとうのをやめた。
ドン子
「スーパードッグコンテスト」の主催者の少女の飼っているメスポメラニアン。単行本収録の書き下ろしに登場。
シャードックに興味を示すが、ジョンの雄姿を見て彼に惚れ直す。ジョンからはビッチ呼ばわりされるも、車に轢かれそうになったジョンを体を張って助けた。事故のショックで一時的に記憶が途切れるが、ジョンから「俺はお前の男さ」と告げられ、記憶回復後に結婚することになった。

## 書誌情報
- 安童夕馬原作・佐藤友生作画 『探偵犬シャードック』 講談社〈講談社コミックスマガジン〉、既刊7巻
  1. 2012年3月16日初版発行（2012年3月16日発売[講 1]）、 ISBN 978-4-06-384620-1
  2. 2012年5月17日初版発行（2012年5月17日発売[講 2]）、 ISBN 978-4-06-384679-9
  3. 2012年7月17日初版発行（2012年7月17日発売[講 3]）、 ISBN 978-4-06-384711-6
  4. 2012年8月17日初版発行（2012年8月17日発売[講 4]）、 ISBN 978-4-06-384733-8
  5. 2012年10月17日初版発行（2012年10月17日発売[講 5]）、 ISBN 978-4-06-384760-4
  6. 2012年12月17日初版発行（2012年12月17日発売[講 6]）、 ISBN 978-4-06-384787-1
  7. 2013年2月15日初版発行（2013年2月15日発売[講 7]）、 ISBN 978-4-06-384818-2